# Lac Cliff (Maine)
Pour les articles homonymes, voir Lac Cliff.
Le lac Cliff est situé dans le Comté de Piscataquis dans l'état du Maine aux États-Unis, dans la région North Maine Woods.
On y trouve de nombreuses espèces de poissons d'eau froide. Sa surface est de 556 acres (225 ha) et sa profondeur maximum est de 65 pieds (environ 20 m).